# Lee Nan-hui
Lee Nan-hui (李南輝T, Lǐ NánhuīP; ... – giugno 2019) è stato un cestista taiwanese.

## Carriera
Con Taiwan ha disputato i Campionati mondiali del 1959.